# Galuchon
Le galuchon  est une spécialité culinaire de la Picardie. C'est une brioche garnie de raisins secs.

## Caractéristiques
Le galuchon est une sorte de brioche à base de farine, de lait, d’œuf, de beurre, de crème fraîche, de sucre, de sel, de levure de boulanger et de raisins secs. Une fois la pâte fabriquée avec les ingrédients et versée dans un moule à brioche ou à manqué, il faut la recouvrir d'un linge et la laisser lever pendant deux heures avant de la cuire au four 20 min.